# John Guerin
John Guerin (31. října 1939 – 5. ledna 2004) byl americký bubeník a perkusionista. Narodil se na Havaji, ale brzy se s rodinou přestěhoval do San Diega. Roku 1960 začal vystupovat s klarinetistou Buddy DeFrancem a když se později přestěhoval do Los Angeles, začal pracovat jako studiový hudebník. Hrál například na albech Franka Zappy, Jean-Luc Pontyho, Gábora Szabó nebo Howarda Robertse. V roce 1972 nahradil Gene Parsonse ve skupině The Byrds, ale vydržel zde pouze několik měsíců. Později působil v L.A. Express.